# فريدريك بيل
فريدريك بيل (بالإنجليزية: Frederick Bell)‏ هو عسكري أسترالي، ولد في 3 أبريل 1875 في برث في أستراليا، وتوفي في 28 أبريل 1954 في برستل في المملكة المتحدة.